# 鴨島町飯尾
鴨島町飯尾（かもじまちょういのお）は、徳島県吉野川市の大字。
2010年10月1日現在の人口は2,778人、世帯数は1,043世帯。郵便番号は〒776-0033。

## 地理
吉野川市の東部に位置。南部は山地で山頂の尾根は名西郡神山町と接する。東は鴨島町森藤、西は鴨島町敷地、北は鴨島町上下島に接する。
移住地はほとんど平坦地にあり、一部は山麓の台地にある。北部を麻名用水と飯尾川が東流している。

### 河川
- 飯尾川
- 藤井川
- 麻名用水

### 小字
| - 飯原 - 唐人 - 川原尻 - 北門 - 呉郷 | - 呉郷団地 - 小原 - 高ノ原 - 立石 - 辻 | - 天神 - 天神ノ下 - 殿原 - ニガタケ - 福井 | - 藤井谷 - 藤井谷東 - 二ツ森 - 古林裾 - 堀り | - 松ノ本 - 溝縁 - 南沼 - 宮ノ前 - 宮ノ前原縁 |  |

## 歴史
- 2004年（平成16年）10月1日 - 麻植郡鴨島町が川島町・山川町・美郷村と合併して吉野川市となり、現在の町名となる。

## 施設
- 吉野川市立飯尾敷地小学校
- 飯尾神社 - 飯尾城跡
- 飯尾天神社
- 藤井寺 - 四国八十八箇所霊場

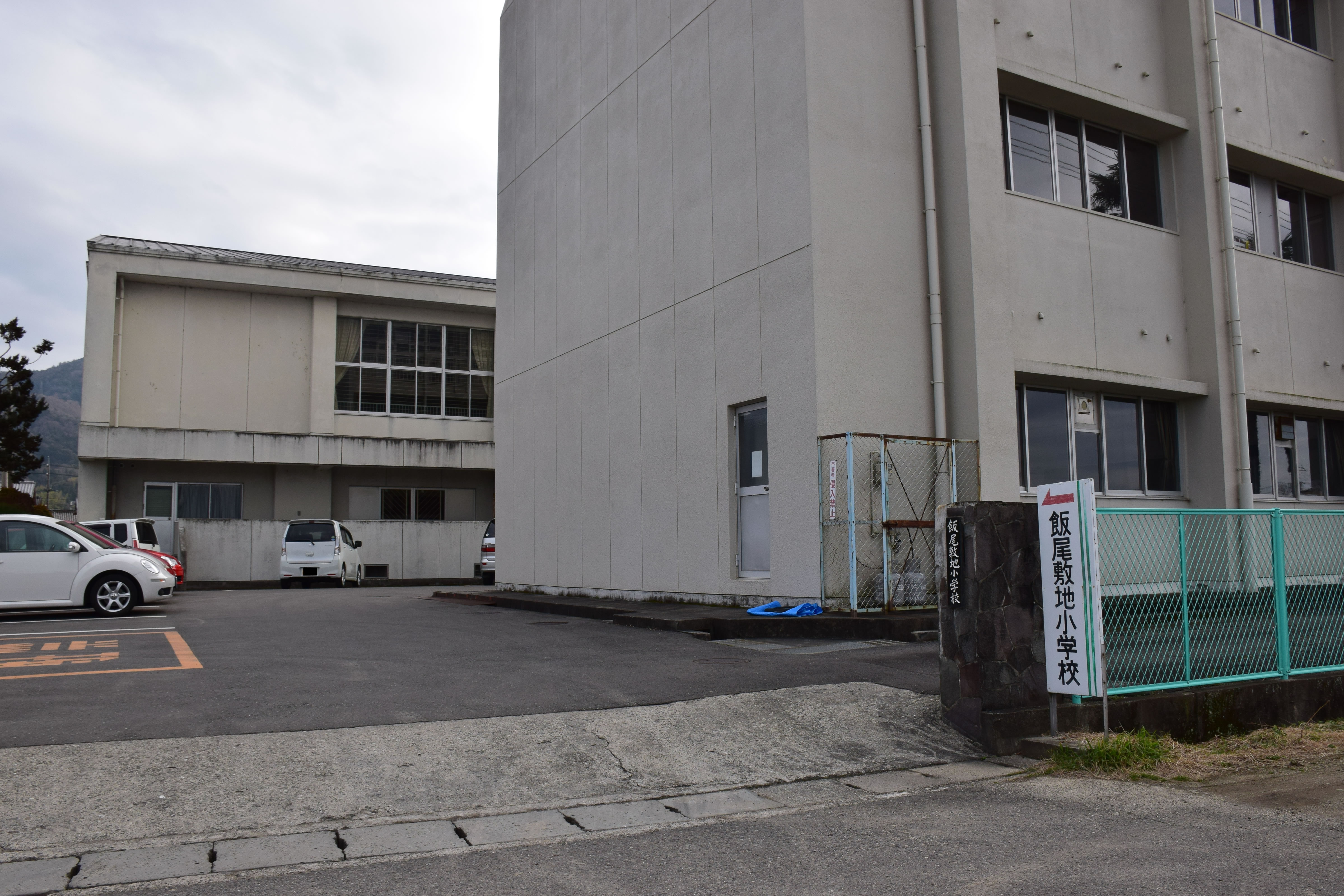
吉野川市立飯尾敷地小学校

- 報恩寺 - 新四国曼荼羅霊場・阿波西国三十三観音霊場
- 持福寺
- 鴨島呉郷団地

## 交通

### 道路
都道府県道
- 徳島県道31号鴨島神山線
- 徳島県道240号西麻植下浦線